# Šantarské ostrovy
Šantarské ostrovy (rusky Шантарские острова) je souostroví v západní části Ochotského moře naproti ústí řeky Udy, které patří k Chabarovskému kraji Ruska. Na rozdíl od přilehlé pevniny, od níž ostrovy odděluje Šantarské moře a Lindholmův průliv, jsou řazeny k regionu Dálný sever. Ostrovy jsou bez stálého lidského osídlení, občas je navštěvují rybáři a lovci, velrybáři nebo vědecké týmy. V roce 2013 byly i s okolním mořem vyhlášeny národním parkem. Celková rozloha souostroví činí 2 500 km², z toho na hlavní ostrov Velký Šantar připadá 1 790 km². Dalšími většími ostrovy jsou Malý Šantar, Feklistovův ostrov, Medvědí ostrov a Veverčí ostrov (Běličij). Souostroví objevil v roce 1640 Ivan Moskvitin.
Ostrovy jsou skalnaté, tvořené převážně pískovcem a žulou, nejvyšší horou je Vesjolaja na Velkém Šantaru, dosahující 720 metrů nad mořem. Podnebí je mírné, ovlivňují je monzuny i chladné proudění ze Sibiře. Letní teploty se pohybují okolo 10 °C, v zimě klesají na –20 °C. Okolní moře zamrzá na osm měsíců v roce. Ostrovy jsou porostlé tajgou, v níž převažuje modřín dahurský, borovice zakrslá a smrk sibiřský. Místní faunu tvoří sob polární, medvěd hnědý, psík mývalovitý, rosomák sibiřský, sobol asijský, orel východní, výr Blakistonův, potápka rudokrká, rybák aleutský, alkoun brýlatý a tetřívek sibiřský, v okolním moři žijí plejtvák malý, velryba grónská, lachtan ušatý, tuleň obecný a vydra mořská. V řekách se vyskytují lososi a jeseteři, na severu Velkého Šantaru leží brakické jezero s početnou populací korušky japonské.